# Ief Verbrugghe
Ief Verbrugghe (Tienen, 25 luglio 1975) è un ex ciclista su strada belga, professionista dal 2001 al 2004.
È il fratello minore di Rik Verbrugghe, a sua volta ciclista.

## Piazzamenti

### Grandi Giri
- Giro d'Italia

2001: 122º
2002: ritirato (12ª tappa)
2003: ritirato (14ª tappa)
2004: 114º